# Boué
Boué är en kommun i departementet Aisne i regionen Hauts-de-France i norra Frankrike. Kommunen ligger  i kantonen Nouvion-en-Thiérache som ligger i arrondissementet Vervins. År 2022 hade Boué 1 316 invånare.

## Befolkningsutveckling
Antalet invånare i kommunen Boué
Referens: INSEE